# Giro di Germania 1927
Il Großer Opelpreis von Deutschland 1927, così chiamato in virtù della sponsorizzazione dell'azienda automobilistica Opel, fu il precursore del Deutschland Tour, ovvero il Giro di Germania. Venne organizzato da Hermann Schwartz e corso dal 3 aprile al 9 ottobre. Il vincitore fu Rudolf Wolke, che si aggiudicò anche il maggior numero di frazioni, ovvero cinque.
Differentemente dalle edizioni precedenti non fu organizzato come una vera e propria corsa a tappe ma come una serie di corse individuali distribuite lungo tutto l'arco della stagione, e quindi più simile al formato della Coppa del mondo di ciclismo su strada.
La quinta frazione fu disputata come corsa a cronometro individuale su un percorso di 243 chilometri da Lipsia a Bayreuth e venne vinta da Josef Zind.

## Tappe
| Tappa | Data         | Percorso                                   | km    | Tempo     | Vincitore di tappa | Leader cl. generale |
| ----- | ------------ | ------------------------------------------ | ----- | --------- | ------------------ | ------------------- |
| 1ª    | 3 aprile     | Berlino > Głogów                           | 230   | 7h26'00"  | Willi Meyer        | Willi Meyer         |
| 2ª    | 10 aprile    | Głogów > Breslavia                         | 248   | 7h52'30"  | Rudolf Wolke       | Willi Meyer         |
| 3ª    | 18 aprile    | Breslavia > Görlitz                        | 279,9 | 9h28'50"  | Rudolf Wolke       | Rudolf Wolke        |
| 4ª    | 1 maggio     | Görlitz > Lipsia                           | 235   | 6h47'12"  | Otto Gugau         | Rudolf Wolke        |
| 5ª    | 26 maggio    | Lipsia > Bayreuth (Cronometro individuale) | 243   | 8h31'25"  | Josef Zind         | Rudolf Wolke        |
| 6ª    | 5 giugno     | Bayreuth > Norimberga                      | 251   | 8h54'00"  | Otto Gugau         | Rudolf Wolke        |
| 7ª    | 6 giugno     | Norimberga > Monaco di Baviera             | 280   | 11h05'00  | Bruno Wolke        | Rudolf Wolke        |
| 8ª    | 19 giugno    | Monaco di Baviera > Stoccarda              | 295   | 11h01'00" | Richard Rösch      | Rudolf Wolke        |
| 9ª    | 31 luglio    | Stoccarda > Magonza                        | 217,3 | 7h31'48"  | Rudolf Wolke       | Rudolf Wolke        |
| 10ª   | 7 agosto     | Magonza > Dortmund                         | 310   | 9h20'00"  | Karl Tschudi       | Rudolf Wolke        |
| 11ª   | 11 settembre | Dortmund > Hannover                        | 258,3 | 7h50'00"  | Richard Rösch      | Rudolf Wolke        |
| 12ª   | 18 settembre | Hannover > Amburgo                         | 218,3 | 7h07'04"  | Rudolf Wolke       | Rudolf Wolke        |
| 13ª   | 25 settembre | Amburgo > Magdeburgo                       | 295   | 9h24'33"  | Kurt Stöpel        | Rudolf Wolke        |
| 14ª   | 2 ottobre    | Magdeburgo > Kassel                        | 284   | 11h06'13" | Alfred Schmidt     | Rudolf Wolke        |
| 15ª   | 9 ottobre    | Kassel > Francoforte sul Meno              | 242,2 | 8h54'00"  | Rudolf Wolke       | Rudolf Wolke        |

## Classifica generale
| Pos. | Corridore       | Squadra          | Punti      |
| ---- | --------------- | ---------------- | ---------- |
| 1    | Rudolf Wolke    | Diamant-Leipzig  | 133h33'38" |
| 2    | Erich Reim      | Diamant-Chemnitz | a 29'11"   |
| 3    | Richard Rösch   | Diamant-Chemnitz | a 59'30"   |
| 4    | Walter Geisdorf | Individuale      | a ?        |
| 5    | Karl Kohl       | Individuale      | a ?        |